# Ancylotrypa brevipalpis
Ancylotrypa brevipalpis är en spindelart som först beskrevs av Hewitt 1916.  Ancylotrypa brevipalpis ingår i släktet Ancylotrypa och familjen Cyrtaucheniidae. Inga underarter finns listade i Catalogue of Life.